# Ярмоленко Марія Федорівна
Марія Федорівна Ярмоленко (1915, тепер Чернігівська область — ?) — українська радянська діячка, новатор виробництва, майстер цеху 4-ї взуттєвої фабрики міста Києва. Депутат Верховної Ради УРСР 2—5-го скликань.

## Життєпис
Народилася у бідній селянській родині. У п'ятнадцятирічному віці переїхала до Києва. Закінчила школу фабрично-заводського навчання.
З 1931 року — робітниця, заготівниця 4-ї Київської взуттєвої фабрики.
Під час німецько-радянської війни перебувала в евакуації, працювала бригадиром, інструктором на Кунгурській взуттєвій фабриці Молотовської області РРФСР. 
З 1945 року — майстер дільниці, майстер цеху 4-ї Київської взуттєвої фабрики. Дільниця цеху, якою керувала майстер Ярмоленко, систематично випускала майже 100% продукції першим сортом.

## Нагороди
- ордени
- медалі
- почесна грамота Президії Верховно Ради Української РСР (8.03.1960)